# آ صغير الآذان
آ صغير الآذان (الاسم العلمي: Aa microtidis) هو نوع من النباتات يتبع جنس الآ من الفصيلة السحلبية.